# غروفير بيتش (كاليفورنيا)
غروفير بيتش (بالإنجليزية: Grover Beach)‏ هي إحدى مدن مقاطعة سان لويس أوبيسبو، كاليفورنيا. حصلت على لقب مدينة في 21 ديسمبر، 1959.